# Enrique Juan Requena
Enrique Juan Requena (Ayelo de Malferit, Valencia, 2 de marzo de 1907 - 29 de diciembre de 1936), fue un sacerdote español, venerado como beato por la Iglesia Católica.
Fue sacerdote de la Archidiócesis de Valencia.  Cuando estalló la guerra civil en España, se inició la persecución religiosa, por lo que fue martirizado el 29 de diciembre de 1936.
Fue beatificado en el grupo de José Aparicio Sanz por el Papa Juan Pablo II el 11 de marzo de 2001.